# バテシバの水浴 (ヴェロネーゼ)
『バテシバの水浴』（バテシバのすいよく、伊: Betsabea al bagno, 仏: Bethsabée au bain, 英: Bathsheba at her Bath）は、イタリア、ルネサンス期のヴェネツィア派の画家パオロ・ヴェロネーゼが1575年頃に制作した絵画である。油彩。主題は『旧約聖書』「サムエル記下」第11章で語られているバテシバの物語から取られている。同じくヴェロネーゼの『ペルセウスとアンドロメダ』（Perseo e Andromeda）とともに、17世紀にフランスの財務大臣ニコラ・フーケが所有したことでも知られる。現在はフランスのリヨン美術館に所蔵されている。

## 主題
「サムエル記下」第11章によると、あるときヒッタイト人ウリヤの妻バテシバが水浴していると、その様子を目撃したダビデ王に見初められ、関係を迫られた。しかもバテシバが後のソロモン王を身ごもるとダビデ王は姦淫の罪を隠そうとしたばかりか、ウリヤを戦場に送って死なせ、バテシバが未亡人となったのちに結婚したため、預言者ナタンに非難された。

## 作品

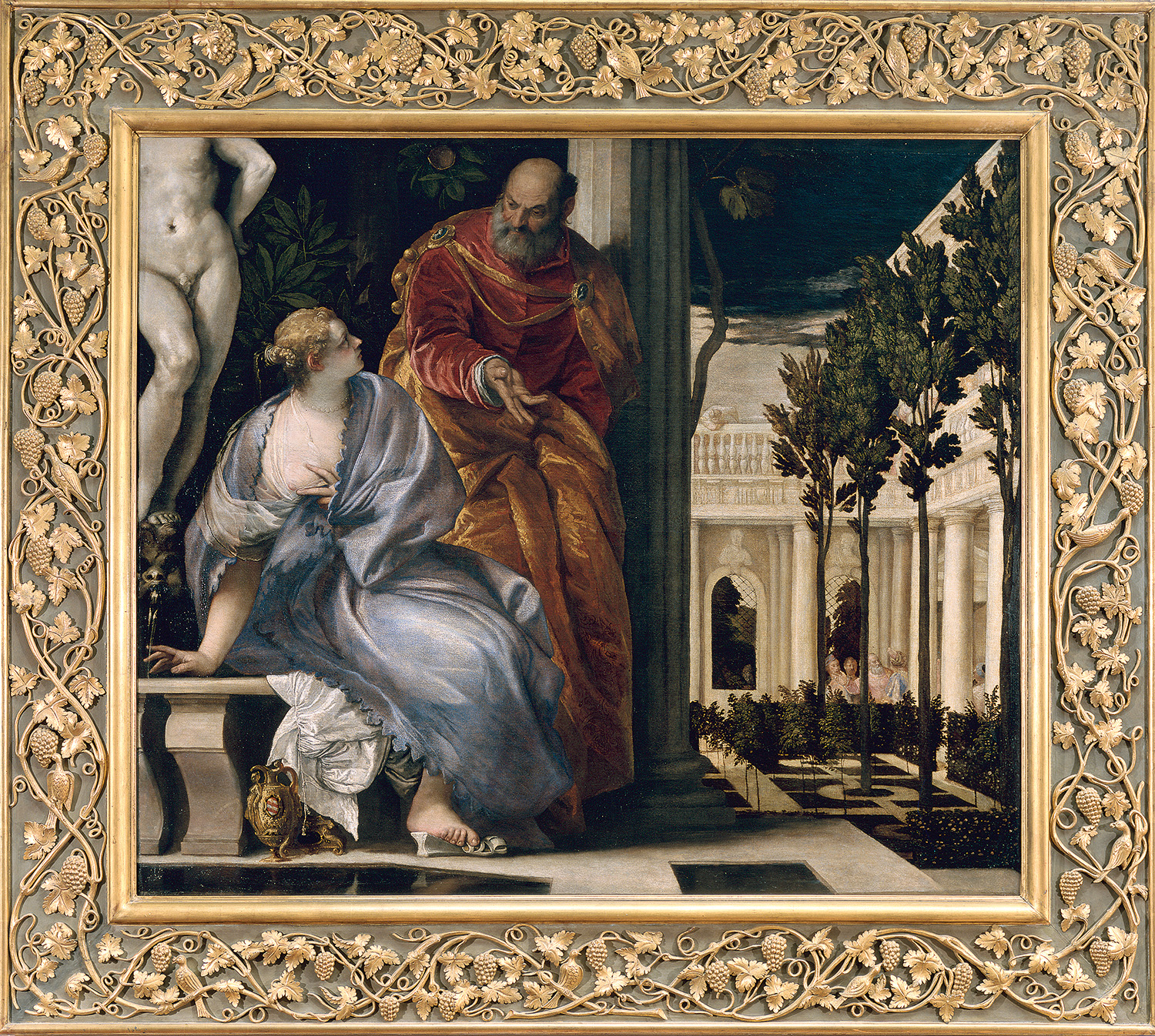
額縁。

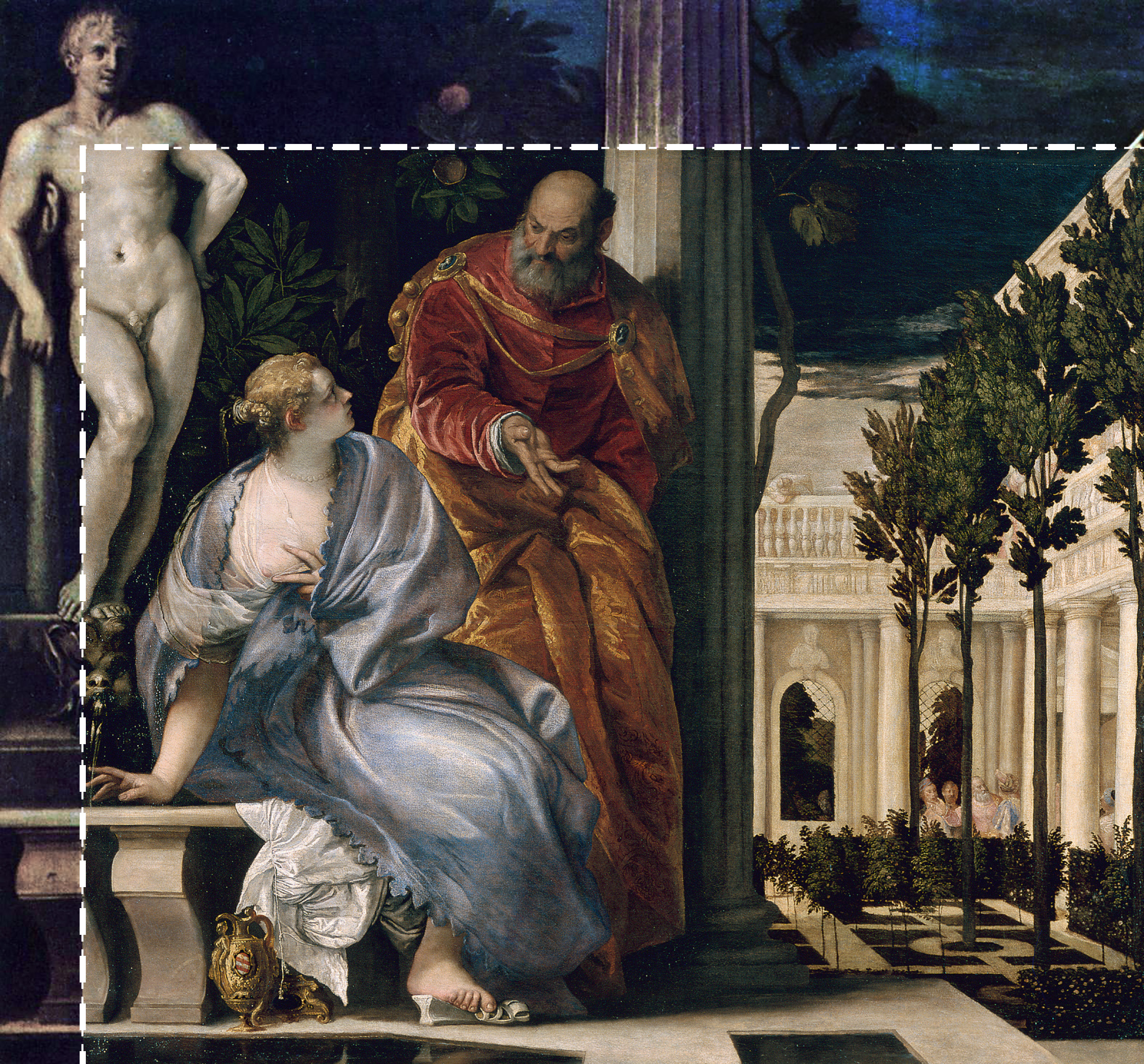
修復前のキャンバス。

バテシバは夕暮れ時に泉のそばのベンチに座って水浴をしようとしている。彼女の足元には水差しが置かれ、靴を脱いでその上に足を置いているが、そこにダビデ王の年老いた使者が現れたため、驚いて露わになった肌を隠そうとしている。使者はヴェネツィアの国家元首に特徴的な衣装を身にまとっている。バテシバのそばにはコントラポストのポーズをとる男性の彫刻が立っている。絵画は画面中央の円柱によって大きく2つに分割されている。物語の出来事は主に画面左で進行し、右側では泉のある庭園の風景が描かれている。庭園は建築学的な列柱を含む宮殿の壁で囲まれており、その上のテラスでは遠くからバテシバを窃視するダビデ王の姿がある。
ただし、絵画の主題については疑問視されており、「ダニエル書」で語られているスザンナの物語を描いたものではないかとする見方がある。その根拠としてダビデ王の使者と目されている男性が歳を取りすぎている点が挙げられる。しかし、スザンナに言い寄る長老は通常2人である。いずれにせよ、美術史家ダニエル・アラスやホセフィン・ル・フォル（Joséphine Le Foll）によると本作品はバテシバとスザンナの主題が絡み合っているという。
画面左下の水差しに付随する紋章と、使者の大きな金のカメオのブローチがついた特徴的なマントは、絵画が結婚式の際に発注されたことを示唆している。水差しの紋章はヴェネツィアのコンタリーニ家、またはヴィチェンツァのトレビサーニ家（Trevisani family）またはバルバリーニ家（Barbarini family）の紋章と考えられている。

## 来歴
絵画の来歴については多くが不明である。少なくとも絵画は1660年までにはフランスにあり、横領によって莫大な財を築いた財務大臣ニコラ・フーケのコレクションに入った。しかしフーケが1661年に横領罪で逮捕されると絵画は押収され、フランス国王ルイ14世のコレクションに加えられた。絵画はヴェルサイユ宮殿で飾られたが、この時代に画面左側と上部に画面が追加されて拡張された。フランス革命後の1811年、国家によってリヨンに割り当てられた。拡張箇所は1991年の修復によって除去された。